# 五和村 (静岡県)
五和村（ごかむら）は静岡県の中部、榛原郡に属していた村である。現在の島田市西部、大井川右岸側に存在していた。

## 地理
- 山：八高山、神尾山、経塚山
- 河川：大井川

## 歴史

### 村名の由来
大井川の天正の瀬替えの後、旧河道は相次いで開墾された。この時にできた島村・番生寺村・竹下村・牛尾村・横岡新田は、志戸呂郷の地先にあったため、志戸呂五ヶ村と呼ばれた。後に志戸呂村・横岡村を含めた地区の汎称地名として「五箇」が使われるようになったという。
1878年（明治11年）には竹下村・横岡村・横岡新田・牛尾村・島村・番生寺村・志戸呂村の7村組合で竹下村に小学校校舎を新築し、名称を竹下学校から五和学校に改めた。
1889年（明治22年）の11村の合併の際にも五箇に因む「五和」を村名とした。

### 行政区画の変遷
- 1889年（明治22年）4月1日 - 町村制の施行により、竹下村、島村、志戸呂村、番生寺村、大代村、牛尾村、横岡村、横岡新田、福用村、高熊村、神尾村、牧ノ原［一部］が合併して五和村が発足する。
- 1950年（昭和25年）9月1日 - 金谷町との境界を変更する。金谷町大字金谷河原・金谷の一部を五和村に編入し、五和村大字志戸呂の一部を金谷町に編入した[7]。
- 1957年（昭和32年）10月1日 - 金谷町と五和村が合併し、改めて金谷町が発足する[8]。

## 教育
1947年の学校教育法施行直後の時点では、五和村立五和中学校と五和村立五和小学校を設置していた。小学校は大代分校と北五和分校を置き、分校では1・2年、3・4年、5・6年の複式学級を編制していた。

## 交通

### 鉄道
- 大井川鐵道
  - 大井川本線
    - - （日切駅） - 五和駅（現 合格駅）- （門出駅） - 神尾駅 - 福用駅 -

括弧内の駅は金谷町との合併以降の開業である。